# Австралийская пеламида
Австралийская пеламида (лат. Sarda australis ) — вид пелагических рыб рода пеламид из семейства скумбриевых (Scombridae). Обитают в субтропических водах восточной части Индийского и юго-западной части Тихого океана между 23° ю. ш. и 48° ю. ш. и между 141° в. д. и 180° в. д. Достигают длины 180 см. Ценная промысловая рыба.

## Ареал
Австралийские пеламиды являются эндемиками вод, омывающих юго-восточное побережье Австралии (юг Квинсленда, Новый Южный Уэльс, Виктория, Тасмания) . Есть данные об их присутствии у берегов Новой Зеландии. Эти эпипелагические, неритические рыбы образуют стаи, группируясь по размеру.

## Описание
Максимальная зарегистрированная длина 100 см, а масса 9,4 кг. У австралийских пеламид веретеновидное невысокое тело, слегка сжатое с боков. Рот довольно крупный, широкий. Верхняя челюсть доходит до заднего края глаза. Зубы небольшие, конические, выстроены в один ряд. На верхней челюсти 16—26, а на нижней 11—20 зубов. Иногда имеются зубы на сошнике. На первой жаберной дуге 19—21 тычинок. Имеется 2 спинных плавника, расположенных близко друг к другу. В первом спинном плавнике 17—19 колючих лучей, длина основания составляет 31,5—34,3 % длины тела до развилки хвостового плавника. Во втором спинном плавнике 13—18 мягких лучей. Позади второго спинного плавника пролегает ряд из в среднем 7 мелких плавничков. Грудные плавники короткие, образованы 25—27 лучами. Между брюшными плавниками имеется невысокий раздвоенный выступ. В анальном плавнике 14—17 мягких лучей. Позади анального плавника пролегает ряд из в среднем 6 мелких плавничков. Боковая линия единичная, волнообразно изгибается вниз по направлению к хвостовому стеблю. Хвостовой стебель узкий. По обе стороны хвостового стебля пролегает длинный медиальный киль и 2 небольших киля по бокам от него ближе к хвостовому плавнику. 23—24 позвонка в туловищном отделе, 21—22 в хвостовом, общее количество позвонков 45—46. Передняя часть тела покрыта панцирем из крупной чешуи, остальная кожа покрыта мелкой чешуёй. Плавательный пузырь отсутствует. Левая и правая доли печени удлинены, а средняя укорочена. Спина сине-зелёного цвета, бока и брюхо серебристые, верхнюю половину тела покрывают узкие тёмные полосы, расположенных более горизонтально по сравнению с прочими пеламидами. В обонятельной розетке 21—39 пластинок.

## Биология
Пеламида — хищник. Основу рациона составляют мелкие стайные пелагические рыбы. Размножаются икрометанием. Нерестятся в январе—апреле. Икра пелагическая.

## Взаимодействие с человеком
Австралийская пеламида является ценной промысловой рыбой. Мясо довольно светлого цвета, приятное на вкус, хорошее сырьё для производства консервов. Представляет интерес для рыболовов-любителей, максимальная масса трофейной рыбы равна 9,4 кг. Международный союз охраны природы оценил охранный статус вида как «Вызывающий наименьшие опасения».